# Gagnbro
Gagnbro är en bebyggelse nordväst om Borlänge på Dalälvens norra strand i Borlänge kommun. Från 2015 avgränsar SCB här en småort.